# Михаил Андреев
Михаил Николов Андреев е български юрист и историк, професор.

## Биография
Роден е в София на 9 ноември 1911 г. През 1934 г. завършва право в Софийския университет. От 1934 до 1946 г. работи като съдия. През 1946 г. е избран за доцент, а през 1950 г. за професор по римско право. От 1952 до 1977 г. ръководи катедра по теория и история на държавата и правото в Юридическия факултет на Софийския университет. 
Почива на 30 май 1978 г.

## Обществена дейност
От 1958 г. е член на Френското общество по история на правото, от 1961 г. на Италианското общество на романистите „Бартоло Сасоферато“, от 1965 г. – Белгийското дружество по история на правото „Жан Боден“.

## Памет
На Михаил Андреев е наречена улица в квартал „Хладилника“ в София (Карта).

## Научни трудове
- „Римско частно право“ (1958)
- „Българската държава през средновековието (Правно-исторически въпроси)“ (1974)
- „Българското обичайно право“ (1979)[1]
- „Развод и adulterium в класическото римско право (1954)
- „Ватопедската грамота (1965)
- „Закон на Константин Юстиниан (1972)
- „L'effet Extinctie de la Litis Contestatio (1951)